# Flora Ugwunwa
Flora Ugwunwa (Onitsha, 26 giugno 1984) è un'atleta paralimpica nigeriana specializzata nel getto del peso, lancio del disco e, soprattutto, lancio del giavellotto e appartenente alla categoria F54.

## Biografia
A causa di una poliomielite è affetta da paraplegia e nel 2011 ha iniziato a praticare l'atletica leggera paralimpica. Nel 2015 ha vestito per la prima volta la maglia della nazionale nigeriana ai campionati mondiali paralimpici di Doha, dove si è classificata quinta nel lancio del disco F55.
Nel 2016 ha partecipato ai Giochi paralimpici di Rio de Janeiro, conquistando la medaglia d'oro e il record mondiale paralimpico nel lancio del giavellotto F54, mentre nel lancio del disco F55 si è classificata sesta.
Ai campionati del mondo paralimpici di Dubai 2019 è stata vicecampionessa mondiale del lancio del giavellotto F54 e si è classificata sesta e tredicesima rispettivamente nel getto del peso F54 e nel lancio del disco F55.
Nel 2021 ha preso parte ai Giochi paralimpici di Tokyo, dove ha conquistato la medaglia d'oro nel lancio del giavellotto F54 e il sesto posto nel getto del peso F54.

## Palmarès
| Anno | Manifestazione       | Sede           | Evento                     | Risultato | Prestazione | Note                                     |
| ---- | -------------------- | -------------- | -------------------------- | --------- | ----------- | ---------------------------------------- |
| 2015 | Mondiali paralimpici | Doha           | Lancio del disco F55       | 5ª        | 19,27 m     |                                          |
| 2016 | Giochi paralimpici   | Rio de Janeiro | Lancio del disco F55       | 6ª        | 19,03 m     |                                          |
| 2016 | Giochi paralimpici   | Rio de Janeiro | Lancio del giavellotto F54 | Oro       | 20,25 m     | Record mondiale                          |
| 2019 | Mondiali paralimpici | Dubai          | Getto del peso F54         | 6ª        | 6,84 m      |                                          |
| 2019 | Mondiali paralimpici | Dubai          | Lancio del disco F55       | 13ª       | 15,84 m     |                                          |
| 2019 | Mondiali paralimpici | Dubai          | Lancio del giavellotto F54 | Argento   | 18,38 m     | Miglior prestazione personale stagionale |
| 2021 | Giochi paralimpici   | Tokyo          | Getto del peso F54         | 6ª        | 6,59 m      |                                          |
| 2021 | Giochi paralimpici   | Tokyo          | Lancio del giavellotto F54 | Oro       | 19,39 m     |                                          |
| 2024 | Mondiali paralimpici | Kōbe           | Lancio del giavellotto F54 | Argento   | 19,33 m     |                                          |
| 2024 | Giochi paralimpici   | Parigi         | Lancio del giavellotto F54 | Argento   | 19,26 m     |                                          |